# Coeliccia nemoricola
Coeliccia nemoricola – gatunek ważki z rodziny pióronogowatych (Platycnemididae).